# Березовка (Волчанський сільський округ)
Бере́зовка (каз. Березовка) — село у складі Шемонаїхинського району Східноказахстанської області Казахстану. Входить до складу Волчанського сільського округу.
Населення — 161 особа (2021; 274 у 2009, 317 у 1999, 347 у 1989).
Національний склад станом на 1989 рік:
- росіяни — 64 %
- німці — 30 %